# Зоран Кнежевић (фудбалер)
Зоран Кнежевић (Ваљево, 15. август 1986) је српски фудбалски менаџер који тренира ФК Скарборо у Канадској фудбалској лиги.

## Клупска каријера

### Рана каријера
Кнежевић је почео да игра 2002. године са ФК Будућност Ваљево у Другој лиги Србије и Црне Горе, а 2005. године у Првој лиги Србије са ФК БСК Борча. Он би поново потписао уговор са Борчом за сезону 2007/08.

### Русија
У зимском прелазном року 2007-2008, купио га је руски прволигаш ФК Химки. Наступио је на једној утакмици против ФК Динамо Москва 23. марта 2008. Његов мандат у Химкију трајао је једну сезону и напустио је клуб након што му уговор није обновљен. После сезоне у Србији, у зиму 2011. вратио се у Русију да би играо у првој лиги са Газовиком Оренбург. Укупно би одиграо 14 мечева и постигао један гол.

### Србија
После свог првог боравка у Русији, вратио се у свој бивши клуб Борча 2009. године где је две сезоне играо у Суперлиги Србије. Након другог боравка у Русији, наставља своју каријеру у највишој лиги Србије потписивањем уговора са Слободом Ужице за сезону 2012-2013. Он би поново потписао уговор са Слободом на још једну сезону, али је клуб испао након завршетка сезоне. 
Године 2015. вратио се у Суперлигу да би потписао уговор за ФК Јагодину. У дебитантској сезони са Јагодином наступио је на 20 утакмица. Кнежевић је отишао из Јагодине после испадања у други ранг.
У Европу се вратио 2017. године да би играо у Српској лиги Запад за Будућношћу Крушик 2014. Остатак сезоне 2017/18 играо је у Првој лиги Црне Горе за ОФК Грбаљ.

### Азија
Године 2014. играо је у иностранству у иранском највишем рангу Про лиге Персијског залива са ФК Падидех. Следеће сезоне је напустио клуб због спора око плате. Наступио је након 25 утакмица за Падидех.
Године 2016. вратио се у Азију да игра на фудбалском првенству Индонезије за Бали Јунајтедом.

### ФК Скарборо
У 2018, Кнежевић је играо у иностранству у Канадској фудбалској лиги са седиштем у јужном Онтарију са ФК Скарборо. У својој дебитантској сезони за клуб из Торонта, допринео је голу у првој рунди плеј-офа против Хамилтон Ситија чиме је Скарборо прошао у наредну рунду. Скарборо је на крају стигао до финала КФЛ шампионата где су поражени у извођењу пенала од ФК Воркута. Поново је потписао уговор са Скарбором за сезону 2019. где је помогао у обезбеђивању прве шампионске титуле клуба након победе над ФК Украјина Јунајтед. Следеће сезоне је Скарборо освојио своју прву титулу у дивизији након што је завршио као први у Првој дивизији. Наступио је у четвртом узастопном финалу шампионата где је Воркута победила Скарбороу.
Године 2021. поново је потписао уговор са источном страном Торонта за своју четврту сезону. Током целе кампање 2021. године, појавио се у финалном позивном турниру Просаунд Купу против ривала Воркуте где је Скарборо поражен у извођењу пенала. Освојио је другу титулу шампиона асистирајући Скарбороу у победи над Воркутом у плеј-офу 2021. Поново је потписао уговор са Скарбороуом за сезону 2022. Током целе кампање 2022. године, екипа из источне Торонта би остварила низ од 18 утакмица без пораза и позицију у плеј-офу тако што би завршила на трећем месту. Кнежевић је имао трећи шампионски наступ, који је Скарборо изгубио од ФК Континенталса (раније ФК Воркута).

## Међународна каријера
Кнежевић је представљао фудбалску репрезентацију Србије до 21 године.

## Менаџерска каријера
Године 2023. прешао је у област управљања пошто је именован за главног тренера свог бившег тима ФК Скарборо.  Кнежевић би водио клуб из Торонта до титуле у регуларној сезони.

## Почасти

### Као играч
БСК Борча
- Прва лига Србије: 2008/09

ФК Скарборо
- КФЛ првенство: 2019[49]
- Прва дивизија Канадске фудбалске лиге: 2020

### Као тренер
ФК Скарборо
- Канадска фудбалска лига регуларна сезона: 2023.[50]